# Sutkatyn Chasmata
I Sutkatyn Chasmata sono una struttura geologica della superficie di Venere.